# ادی وسل
ادی وسل (به انگلیسی: Edy Vessel) (زاده ۸ مارس ۱۹۴۰) بازیگر ایتالیایی است. از فیلم‌های او می‌توان به بازی در هفت دریا به کاله و ۱/۲ ۸ اشاره کرد.